# Stereonephthya
Stereonephthya is een geslacht van neteldieren uit de klasse van de Anthozoa (bloemdieren).

## Soorten
- Stereonephthya acaulis Verseveldt, 1968
- Stereonephthya acicularis Verseveldt, 1966
- Stereonephthya armata Kükenthal, 1910
- Stereonephthya bellissima Thomson & Dean, 1931
- Stereonephthya campanulata Roxas, 1933
- Stereonephthya cordylophora Verseveldt, 1973
- Stereonephthya crystallina Kükenthal, 1905
- Stereonephthya cundabiluensis Verseveldt, 1965
- Stereonephthya cupuliformis Verseveldt, 1966
- Stereonephthya curvata Kükenthal, 1910
- Stereonephthya divergens Thomson & Dean, 1931
- Stereonephthya hirsuta Tixier-Durivault, 1970
- Stereonephthya hyalina Utinomi, 1954
- Stereonephthya ilex Thomson & Dean, 1931
- Stereonephthya imbricans Thomson & Dean, 1931
- Stereonephthya inordinata Tixier-Durivault, 1970
- Stereonephthya irregulare Tixier-Durivault, 1970
- Stereonephthya japonica Utinomi, 1954
- Stereonephthya kuekenthali Thomson & Mackinnon, 1910
- Stereonephthya lutea Shann, 1912
- Stereonephthya macrospiculata Thomson & Mackinnon, 1910
- Stereonephthya multispina Verseveldt, 1966
- Stereonephthya nosybearia Verseveldt, 1973
- Stereonephthya ochracea Kükenthal, 1910
- Stereonephthya osimaensis Utinomi, 1954
- Stereonephthya papyracea Kükenthal, 1905
- Stereonephthya pedunculata Thomson & Dean, 1931
- Stereonephthya plessisi Tixier-Durivault, 1970
- Stereonephthya portoricensis (Hargitt, 1901)
- Stereonephthya rakaiyae Hickson & Hiles, 1908
- Stereonephthya rubriflora Utinomi, 1954
- Stereonephthya scaphis Verseveldt, 1973
- Stereonephthya spicata Thomson & Dean, 1931
- Stereonephthya ulicoides Thomson & Dean, 1931
- Stereonephthya whiteleggi Kükenthal, 1905
- Stereonephthya zanzibarensis Thomson & Henderson, 1906